# Prominencije
Prominencija (lat. prominentia: izbočina, izdizati se, stršiti uvis) ili protuberancija (prema kasnolat. protuberans, genitiv protuberantis: koji strši) je pojava u Sunčevoj atmosferi nalik oblaku, vidi se kao svijetla crvena pojava u koroni iznad ruba Sunčeva kruga, ili tamna (filament, vrpca), kada se nalazi na rubu Sunčeva kruga. To je plazma oko stotinu puta veće gustoće od gustoće okolne korone, a temperatura mu je oko 10 000 K. Od korone ju odvaja prijelazni ovoj u kojem temperatura postaje sve veća. Prominencije su smještene iznad područja jačega magnetskog polja s kojim su povezane. Opažaju se s pomoću filtara koji propuštaju svjetlost valne duljine vodikove spektralne linije Hα. Prema ponašanju dijele se u mirne i aktivne. Mirne mogu trajati i više mjeseci i nalaze se pretežito na većim heliografskim širinama, kamo se pomiču (migriraju) u tijeku ciklusa aktivnosti (Sunčev ciklus). Prosječna im je duljina 200 000 kilometara, a visina i širina po 5 000 kilometara. Oblik im se može usporediti s mostom ili vijaduktom. Aktivne mogu biti petljaste, eruptivne i druge, a nalaze se u takozvanim aktivnim područjima (na mjestima sekundarnih magnetskih polova). Brojnost prominencija veća je pri uzlaznom dijelu Sunčeve aktivnosti.
Prominencija je usidrena u fotosferi i proteže se do korone. Dok se korona sastoji od jako vruće i izrazito razrijeđene plazme koja emitira jako slabo svjetlo, prominencije sadrže gušću i puno hladniju plazmu, po sastavu sličnu kromosferi. Ona traje obično jedan dan, dok stabilne prominencije mogu trajati i nekoliko mjeseci. Neke prominencije se prekinu i iz njih rastu koronalni izbačaji mase. Tipična prominencija se širi tisućama kilometara, a najveća je snimljena sa svemirske letjelice SOHO 2010. i procjenjeno je da je bila duga 700 000 kilometara, skoro kao polumjer Sunca.
Neke prominencije su toliko snažne da mogu izbaciti materijal brzinom od 100 000 do 600 000 m/s. Često se vide iznad Sunčevih pjega, kako im se luk širi i tisućama kilometara. Ako vidimo prominenciju s podlogom Sunca, onda one izgledaju puno tamnije, pa ih nazivaju i Sunčevi pramenovi.

## Slike
|                                                              |                                |                                                  |
| Sunčeva prominencija i slike Jupitera i Zemlje za usporedbu. | Odvojena Sunčeva prominencija. | Prominencije vidljive u trenutku pomrčine Sunca. |